# 新晃一中操场埋尸案
新晃一中操场埋尸案是中华人民共和国湖南省怀化市新晃侗族自治县第一中学（新晃一中）2003年1月发生的杀人藏尸案件。被害人为新晃一中教师邓世平。邓世平于2003年1月22日担任新晃一中田径场修建工程监工时失踪，2019年6月20日其尸体在新晃一中田径场被掘出。

## 案件经过
2002年，新晃一中正在向高级中学过渡，需要新建400米标准田径跑道以符合标准；同时县里开始筹办50周年县庆，计划于新晃一中举办。于是修建田径场地的工程上马，被时任校长黄炳松的外甥、没有任何经验的杜少平拿下，监工由当过新晃教学仪器厂员工的教师邓世平和總務處員工姚本英（已病故）负责。田径场选址在一中的后山，其山坡被炸平，之后修建的通向操场的道路两旁的护坡出现品質问题，曾被大雨冲垮（2019年护坡边还设置着安全警示牌）。邓世平对此十分不满，称要向政府檢舉，同年教育局收到一封相关内容檢舉信（邓世平之女声称是邓交好的同事写的）。2003年1月22日，杜少平伙同罗光忠在工程指挥部办公室将邓世平杀害，当晚二人将尸体掩埋于操场一土坑内，次日罗光忠指挥铲车将土坑填平。鄧世平失蹤後，其妻子譚某及弟弟先後於2003年1月25日上午和2月11日向警方報案。
報案後，新晃公安局成立了以曹日铨为组长，陈守钿、陈领为组员的专案组，刘洪波组织、领导、参与案件办理。怀化市公安局邓水生参与案件查证、指导，杨学文对案件的查处予以指导。
为了逃避法律追究，杜少平与其舅舅黄炳松找到杨军，为其包庇罪行，又伙同杨荣安多方请托、拉拢腐蚀相关公职人员，干扰、误导、阻挠案件调查。
杨军、黄炳松明知杜少平是杀害邓世平的凶手，相互勾结，共同故意包庇；邓水生、刘洪波、曹日铨、陈守钿、陈领等人明知杜少平有杀害邓世平的重大犯罪嫌疑，在办案过程中故意包庇，故意延迟对现场提取血迹的送检，未按上级要求对疑似埋尸的两个土坑深挖清查，对相关证据不及时勘验、送检、查证，向上级汇报时隐瞒重要证据和线索，将案件定性为失踪案，不予立案。

## 案件调查
中国共产党开展扫黑除恶专项斗争后，杜少平等7人因涉嫌故意伤害、非法拘禁、聚众斗殴，于2019年4月被抓获。邓世平之子邓蓝冰则于2019年4月前后写了檢舉信，而公安机关在审讯侦查过程中发现杜少平与2003年新晃一中教职工邓世平失踪案有重大关联後，随即对当年参与施工的人员进行调查。有两人承认邓世平已被杜少平杀害，并协助其移尸至新晃一中操场埋尸。2019年6月20日零时许，在新晃一中操场挖出一具遗骸，此遗骸于2019年6月23日经怀化市公安局刑事科学技术研究所DNA检验鉴定后确认为2003年失踪人员邓世平。2019年6月23日，中共新晃县纪律检查委员会新晃县监察委员会对新晃一中原校长黄炳松立案审查和监察调查。
2019年10月9日，杜少平、姚才林、罗光忠等涉嫌故意杀人罪一案以移送怀化市人民检察院审查起诉。该案涉及的黄炳松等19名公职人员分别受到开除党籍、开除公职等相应党纪政务处分，其中10人因涉嫌犯罪被依法逮捕并移送审查起诉。
2019年12月18日，湖南省怀化市中級人民法院對新晃一中操场埋尸案及以杜少平為首的恶势力犯罪集团涉案人員一审宣判，杜少平被判死刑，罗光忠被判死刑缓期二年执行，其他12名被告人分别被判处一年至八年不等的有期徒刑。2020年1月10日，湖南省高級人民法院駁回杜少平、羅光忠上訴，維持原判。
2019年12月30日，靖州苗族侗族自治县人民法院一审对新晃一中操场埋尸案相关公职人员公开宣判。对新晃侗族自治县公安局原政委杨军、新晃一中原校长黄炳松均以徇私枉法罪判处有期徒刑十五年；对怀化市公安局原侦查员、法医邓水生以徇私枉法罪判处有期徒刑十四年；对新晃公安局原副局长刘洪波、新晃公安局刑事警察大队原副大队长陈守钿、原大队长曹日铨、原侦查员陈领、新晃一中原办公室主任杨荣安以徇私枉法罪分别判处十三年至十年不等的有期徒刑；对怀化市公安局原副局长杨学文、新晃公安局原局长蒋爱国以玩忽职守罪分别判处有期徒刑九年、七年。
2020年1月16日，最高人民法院核准了对杜少平的死刑判决。同年1月20日，怀化市中級人民法院对杜少平依法执行死刑。
2020年6月8日，财新網记者从邓世平家属处获悉，邓世平已被认定为工伤，其家屬獲得一次性工亡补助金和丧葬补助金总计88万元。
2020年9月14日，因操场埋尸案被处分的前新晃县副县长龙胜兰的家属表示，在龙胜兰2019年8月6日因涉“操场埋尸案”被怀化市纪委监委采取留置期间，其手机、身份证和银行卡被負責辦案的纪委工作人员楊某輝暂扣，而楊某輝趁機盗用龙胜兰银行卡和支付宝“花呗”内资金，并冒充龙胜兰的身份在多个平台贷款，共计34.84万元。龙胜兰在收到催債短信後報案。2020年7月6日，楊某輝以貪污罪被判有期徒刑4年。
2021年12月31日，懷化市人民檢察院檢察長徐百堅表示，檢察機關针对「操場埋屍案」立案查處失職瀆職的5名司法工作人員，依法起訴的24名涉案人員均被判處有期徒刑及以上刑罰。

## 嫌疑人
嫌疑人杜少平为案发时新晃一中校长的外甥，当地一家KTV老板。杜少平身材瘦高，外表斯文随和，其母亲是新晃县工业品贸易中心的一名普通员工，父亲是新晃县彩色印刷厂的办公室主任，在外人看来杜的家境不错。杜少平于1978年从新晃一中毕业，被分配到湖南省化油器厂做一线车工。同时期的员工表示杜少平当时工作积极上进，跟同事们关系也不错。90年代杜少平被调到了其母所在的新晃县工业品贸易中心做营业员，直到1999年下岗。之后他开了一家五金店，恰逢附近修铁路，做了大量生意；同年开了一间名为“夜郎谷”的KTV。一位曾担任夜郎谷大堂经理的女员工称其跳槽后不久，在走夜路时被杜少平的手下泼硫酸。杜少平还曾通过放高利贷的方式，将几家企业强迫转让至自己名下。

## 相关作品
2021年电视剧《扫黑风暴》中，麦自立的原型为操场埋尸案被害人邓世平。